# Edward Benedicks
Edward Benedicks (n. 9 februarie 1879, Menton, Alpes-Maritimes, Franța – d. 24 august 1960, Stockholm, Suedia) a fost un trăgător de tir ce a reprezentat Suedia, medaliat olimpic. A participat la 3 ediții ale Jocurilor Olimpice (1908, 1912, 1920) în care a câștigat două medalii de argint.